# (1442) Corvina
(1442) Corvina est un astéroïde de la ceinture principale.

## Description
(1442) Corvina est un astéroïde de la ceinture principale. Il fut découvert le 29 décembre 1937 à l'observatoire Konkoly par György Kulin. Il présente une orbite caractérisée par un demi-grand axe de 2,87 UA, une excentricité de 0,08 et une inclinaison de 1,3° par rapport à l'écliptique.

## Compléments